# Claude Lemieux
Pour les articles homonymes, voir Lemieux.
Claude Percy Lemieux (né le 16 juillet 1965 à Buckingham, au Québec) est un joueur professionnel canadien de hockey sur glace.
De 1983 à 2003, il joue dans la Ligue nationale de hockey pour les Canadiens de Montréal, les Devils du New Jersey, l'Avalanche du Colorado, les Coyotes de Phoenix, ainsi que les Stars de Dallas. Il remporte la Coupe Stanley à quatre reprises au cours de sa carrière : avec les Canadiens en 1986, les Devils en 1995 et en 2000 et avec l'Avalanche en 1996. Tout au long de sa carrière, il s'illustre plus particulièrement en séries plutôt qu'en saison régulière et il met la main sur le trophée Conn-Smythe du meilleur joueur des séries avec les Devils en 1995.

## Carrière

### Carrière junior
Il a été choisi au cours du repêchage d'entrée dans la LNH 1983 en 2e ronde par les Canadiens de Montréal et il doit participer à plusieurs camps d'entraînement avec les Canadiens avant de gagner une place définitive avec l'équipe. Dès la saison 1983-1984, il parvient à jouer avec Montréal pendant huit parties de la saison régulière. Issu de la Ligue de hockey junior majeur du Québec, il participe notamment au tournoi de la Coupe Memorial en 1984 alors en portant les couleurs du Junior de Verdun. La saison suivante, en 1984-1985, Lemieux revient dans la LNH pour y disputer seulement une partie, passant le plus clair de la saison avec les Voyageurs de la Nouvelle-Écosse.

### Carrière dans la LNH
Il se fait une place en 1985-1986 avec le club ferme de Montréal des Canadiens de Sherbrooke de la Ligue américaine de hockey. Lemieux intègre finalement la LNH dans le courant de cette même saison, étant rappelé par Montréal pour les derniers matchs de la saison ainsi que pour ceux des séries éliminatoires de la Coupe Stanley.
Claude Lemieux est l'un artisans du gain de la vingt-troisième Coupe Stanley de l'histoire des Canadiens de Montréal. Il inscrit notamment le but victorieux contre les Whalers de Hartford lors du septième match de la deuxième ronde. Les trois premières saisons complètes de Claude Lemieux dans l'uniforme du Canadien de Montréal sont ponctuées de 27, 31 et 29 buts.
Claude Lemieux est au gré des années impliqué dans un nombre important d'escarmouches, de contacts physiques, de bagarres et d'événements violents. Le summum de ce type d'événements se déroule lors d'une partie éliminatoires de l'année 1987 au cours de laquelle une bagarre générale éclate avant même que la rondelle ne soit déposée sur la glace pour la mise au jeu officielle. Depuis le début de la série, Lemieux a pour habitude d'envoyer un palet au fond des buts désert à la fin de l'échauffement. Cette manie énerve les jouers des Flyers et Ed Hospodar revient alors sur la patinoire pour se battre avec Lemieux alors que le match n'a pas encore commencé.
Il participe à la finale de la Coupe Stanley remportée par Flames de Calgary lors des séries éliminatoires de l'après saison 1989. Au cours de la saison 1989-1990, il subit une blessure importante. Après quatre saisons complètes avec le Canadien, dont la dernière amputée de plusieurs matchs à cause d'une blessure, Claude Lemieux est finalement échangé aux Devils du New Jersey en retour de l'attaquant Sylvain Turgeon. Certains problèmes de discipline ainsi qu'une relation tumultueuse avec l'entraîneur des Canadiens, Pat Burns, amènent son départ pour d'autres cieux.

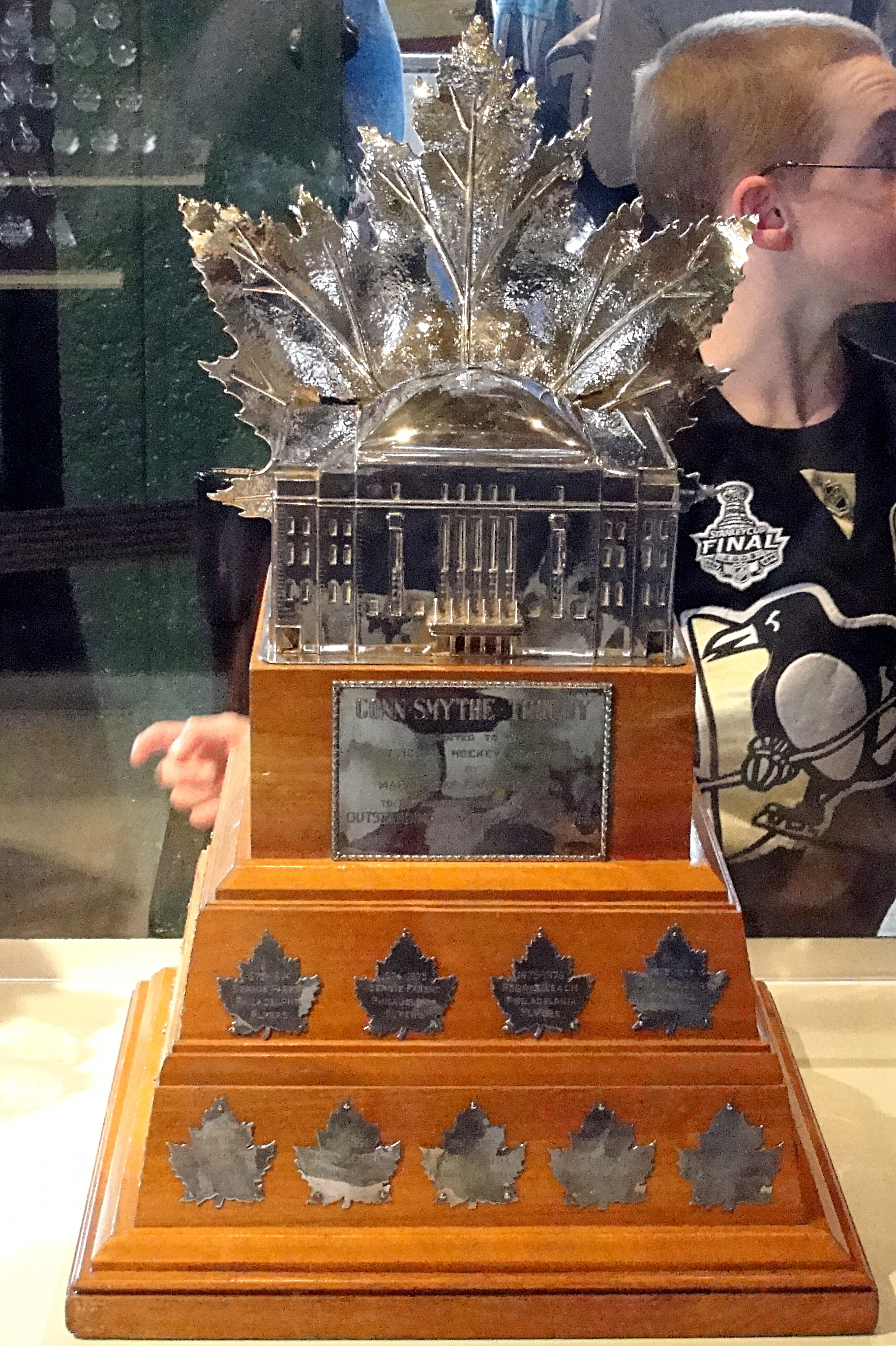
Trophée Conn-Smythe que remporte Claude Lemieux en 1995.

Il débarqua au New Jersey alors que l'équipe disposait d'un mélange de jeunes joueurs et de vétérans. À l'image de son passage avec Montréal, il connut trois bonnes saisons d'affilée. L'équipe remporta la Coupe Stanley en 1995. Lemieux contribua à cette victoire et remporta le trophée Conn-Smythe remis au joueur par excellence des séries.
Lors des séries éliminatoires de 1996, alors que l'Avalanche disputait la troisième ronde aux Red Wings de Détroit, il infligea une sévère mise-en-échec à Kris Draper qui envoya ce dernier à l'infirmerie.
Lemieux joua encore une saison dans la LNH en 2002-2003 puis il fait un saut en Europe la saison suivante avec le EV Zoug de la Ligue Nationale A en Suisse, mais il accrocha ses patins après douze matchs. Le 23 septembre 2008, Lemieux a révélé au Réseau des sports qu'il s'entraînait en vue d'effectuer un retour dans la LNH. Il effectue un retour au jeu en novembre avec les China Sharks de Shanghai, dans la ligue asiatique, équipe qui a une entente de collaboration avec les Sharks de San José. Après seulement 5 matchs en Asie (dont 3 hors concours), il signe un contrat d'essai avec les Sharks de Worcester, club école du club californien.
Le 19 janvier 2009, Lemieux est rappelé par les Sharks de San Jose de la LNH, après avoir joué 23 matchs et récolté 11 points (3-8-11) avec les Sharks de Worcester de la Ligue Américaine de Hockey. Il terminera la saison avec le club puis se retire de la compétition.

## Statistiques

### En club
| Saison     | Équipe                       | Ligue           |       | Saison régulière | Saison régulière | Saison régulière | Saison régulière | Saison régulière |    | Séries éliminatoires | Séries éliminatoires | Séries éliminatoires | Séries éliminatoires | Séries éliminatoires |
| Saison     | Équipe                       | Ligue           | PJ    | B                | A                | Pts              | Pun              | PJ               | B  | A                    | Pts                  | Pun                  |                      |                      |
| 1982-1983  | Draveurs de Trois-Rivières   | LHJMQ           | 62    | 28               | 38               | 66               | 187              | 4                | 1  | 0                    | 1                    | 30                   |                      |                      |
| 1983-1984  | Junior de Verdun             | LHJMQ           | 51    | 41               | 45               | 86               | 225              | 9                | 8  | 12                   | 20                   | 63                   |                      |                      |
| 1983-1984  | Junior de Verdun             | Coupe Memorial  | -     | -                | -                | -                | -                | 3                | 1  | 3                    | 4                    | 2                    |                      |                      |
| 1983-1984  | Voyageurs de Nouvelle-Écosse | LAH             | -     | -                | -                | -                | -                | 2                | 1  | 0                    | 1                    | 6                    |                      |                      |
| 1983-1984  | Canadiens de Montréal        | LNH             | 8     | 1                | 1                | 2                | 12               | -                | -  | -                    | -                    | -                    |                      |                      |
| 1984-1985  | Canadiens junior de Verdun   | LHJMQ           | 52    | 58               | 66               | 124              | 152              | 14               | 23 | 17                   | 40                   | 38                   |                      |                      |
| 1984-1985  | Canadiens de Montréal        | LNH             | 1     | 0                | 1                | 1                | 7                | -                | -  | -                    | -                    | -                    |                      |                      |
| 1985-1986  | Canadiens de Sherbrooke      | LAH             | 58    | 21               | 32               | 53               | 145              | -                | -  | -                    | -                    | -                    |                      |                      |
| 1985-1986  | Canadiens de Montréal        | LNH             | 10    | 1                | 2                | 3                | 22               | 20               | 10 | 6                    | 16                   | 68                   |                      |                      |
| 1986-1987  | Canadiens de Montréal        | LNH             | 76    | 27               | 26               | 53               | 156              | 17               | 4  | 9                    | 13                   | 41                   |                      |                      |
| 1987-1988  | Canadiens de Montréal        | LNH             | 78    | 31               | 30               | 61               | 137              | 11               | 3  | 2                    | 5                    | 20                   |                      |                      |
| 1988-1989  | Canadiens de Montréal        | LNH             | 69    | 29               | 22               | 51               | 136              | 18               | 4  | 3                    | 7                    | 58                   |                      |                      |
| 1989-1990  | Canadiens de Montréal        | LNH             | 39    | 8                | 10               | 18               | 106              | 11               | 1  | 3                    | 4                    | 38                   |                      |                      |
| 1990-1991  | Devils du New Jersey         | LNH             | 78    | 30               | 17               | 47               | 105              | 7                | 4  | 0                    | 4                    | 34                   |                      |                      |
| 1991-1992  | Devils du New Jersey         | LNH             | 74    | 41               | 27               | 68               | 109              | 7                | 4  | 3                    | 7                    | 26                   |                      |                      |
| 1992-1993  | Devils du New Jersey         | LNH             | 77    | 30               | 51               | 81               | 155              | 5                | 2  | 0                    | 2                    | 19                   |                      |                      |
| 1993-1994  | Devils du New Jersey         | LNH             | 79    | 18               | 26               | 44               | 86               | 20               | 7  | 11                   | 18                   | 44                   |                      |                      |
| 1994-1995  | Devils du New Jersey         | LNH             | 45    | 6                | 13               | 19               | 86               | 20               | 13 | 3                    | 16                   | 20                   |                      |                      |
| 1995-1996  | Avalanche du Colorado        | LNH             | 79    | 39               | 32               | 71               | 117              | 19               | 5  | 7                    | 12                   | 55                   |                      |                      |
| 1996-1997  | Avalanche du Colorado        | LNH             | 45    | 11               | 17               | 28               | 43               | 17               | 13 | 10                   | 23                   | 32                   |                      |                      |
| 1997-1998  | Avalanche du Colorado        | LNH             | 78    | 26               | 27               | 53               | 115              | 7                | 3  | 3                    | 6                    | 8                    |                      |                      |
| 1998-1999  | Avalanche du Colorado        | LNH             | 82    | 27               | 24               | 51               | 102              | 19               | 3  | 11                   | 14                   | 26                   |                      |                      |
| 1999-2000  | Avalanche du Colorado        | LNH             | 13    | 3                | 6                | 9                | 4                | -                | -  | -                    | -                    | -                    |                      |                      |
| 1999-2000  | Devils du New Jersey         | LNH             | 70    | 17               | 21               | 38               | 86               | 23               | 4  | 6                    | 10                   | 28                   |                      |                      |
| 2000-2001  | Coyotes de Phoenix           | LNH             | 46    | 10               | 16               | 26               | 58               | -                | -  | -                    | -                    | -                    |                      |                      |
| 2001-2002  | Coyotes de Phoenix           | LNH             | 82    | 16               | 25               | 41               | 70               | 5                | 0  | 0                    | 0                    | 2                    |                      |                      |
| 2002-2003  | Coyotes de Phoenix           | LNH             | 36    | 6                | 8                | 14               | 30               | -                | -  | -                    | -                    | -                    |                      |                      |
| 2002-2003  | Stars de Dallas              | LNH             | 32    | 2                | 4                | 6                | 14               | 7                | 0  | 1                    | 1                    | 10                   |                      |                      |
| 2003-2004  | EV Zoug                      | LNA             | 7     | 2                | 3                | 5                | 4                | 5                | 1  | 3                    | 4                    | 8                    |                      |                      |
| 2008-2009  | China Sharks                 | Ligue asiatique | 2     | 0                | 1                | 1                | 4                | -                | -  | -                    | -                    | -                    |                      |                      |
| 2008-2009  | Sharks de Worcester          | LAH             | 23    | 3                | 8                | 11               | 24               | -                | -  | -                    | -                    | -                    |                      |                      |
| 2008-2009  | Sharks de San José           | LNH             | 18    | 0                | 1                | 1                | 21               | 1                | 0  | 0                    | 0                    | 0                    |                      |                      |
| Totaux LNH | Totaux LNH                   | Totaux LNH      | 1 215 | 379              | 407              | 786              | 1 777            | 234              | 80 | 78                   | 158                  | 529                  |                      |                      |

### En équipe nationale
| Année | Équipe | Compétition                 |   | PJ | B | A | Pts | Pun               |  | Résultat |
| 1985  | Canada | Championnat du monde junior | 6 | 3  | 2 | 5 | 6   | Médaille d'or     |  |          |
| 1987  | Canada | Coupe Canada                | 6 | 1  | 1 | 2 | 4   | Médaille d'or     |  |          |
| 1996  | Canada | Coupe du monde              | 8 | 1  | 1 | 2 | 19  | Médaille d'argent |  |          |

## Trophées et honneurs personnels
- Ligue de hockey junior majeur du Québec
  - 1984 : nommé dans la 2e équipe d'étoiles
  - 1985 : nommé dans la 1re équipe d'étoiles et remporte le trophée Guy-Lafleur
- Ligue nationale de hockey
  - 1986 : remporte la Coupe Stanley avec les Canadiens de Montréal
  - 1995 : remporte le trophée Conn-Smythe et la Coupe Stanley avec les Devils du New Jersey
  - 1996 : remporte la Coupe Stanley avec les Devils du New Jersey
  - 2000 : remporte la Coupe Stanley avec l'Avalanche du Colorado

## Transactions
- 4 septembre 1990 : échangé aux Devils du New Jersey par les Canadiens de Montréal en retour de Sylvain Turgeon.
- 3 octobre 1995 : échangé aux Islanders de New York par les Devils du New Jersey en retour de Steve Thomas.
- 3 octobre 1995 : échangé à l'Avalanche du Colorado par les Islanders de New York en retour de Wendel Clark.
- 3 novembre 1999 : échangé aux Devils du New Jersey par l'Avalanche du Colorado avec un choix de 1re ronde (David Hale) et de 2e ronde (Matt DeMarchi) lors du repêchage d'entrée dans la LNH en 2000 en retour de Brian Rolston et d'un choix de 1re ronde (échangé plus tard aux Bruins de Boston, Boston sélectionne Martin Samuelsson) lors du repêchage d'entrée dans la LNH en 2000.
- 5 décembre 2000 : signe un contrat comme agent libre avec les Stars de Dallas.
- 16 janvier 2003 : échangé aux Coyotes de Phoenix par les Stars de Dallas en retour de Scott Pellerin et d'un choix de 4e ronde (Kevin Porter) lors du repêchage d'entrée dans la LNH en 2004.

## Parenté dans le sport
- Frère de l'ancien joueur Jocelyn Lemieux et père de Brendan Lemieux.
- Il n'a aucun lien de parenté avec Mario Lemieux, ancien joueur des Penguins de Pittsburgh.